# 60 Jahre Amiga
A 2007-ben megjelent 60 Jahre Amiga című gyűjtemény második boxának második CD-jét Koncz Zsuzsa német nyelvű sikereinek szánta az NDK-tól örökölt cég utódvállalata, a BMG-Sony.
Egy három CD-ből álló csomagban jelent meg Kovács Kati és Delhusa Gjon hasonló válogatásának társaságában.

## Az album dalai
1. Irgendwann bin auch ich verliebt (Illés Lajos - Bródy János - Dieter Schneider)
2. Sonntag (Schöck Ottó - S. Nagy István - Gisela Steineckert)
3. Der Wind (A szél) (Bródy János - Alan Alexander Milne - Devecseri Gábor - Dieter Schneider)
4. Endlich, endlich (Végre, végre) (Lovas Róbert - Halmágyi Sándor - Dieter Schneider)
5. Sagenhaft grün (Zöldszemű srác) (Payer András - S. Nagy István - Gisela Steineckert)
6. Heute noch nicht (Korai még) (Robert Burns - Bródy János - Kormus István)
7. Barbara (Bródy János - H.H. Heinrich - Dieter Schneider)
8. Er kann mir leid tun (Lovas Róbert - Szenes Iván - Dieter Schneider)
9. Farbstifte (Színes ceruzák) (Szörényi Levente - Bródy János)
10. Ich weiß (Illés Lajos - Bródy János - Jürgen Pippig) duett Jürgen Pippiggel
11. Ich war die Frau Heinrichs VIII. (VIII. Henrik felesége voltam) (Varannay István - S. Nagy István - Wolfgang Brandenstein)
12. Liebe braucht die Nacht zu zweit (Schöck Ottó - S. Nagy István - Gisela Steineckert)
13. Ein altes Bild (Szörényi Szabolcs - Bródy János - Gisela Steineckert)
14. Blumen blühen (Illés Lajos - Bródy János - H.H. Reich - Dieter Schneider)
15. Irgendwann, irgendwo (Klaus Hugo - Fred Gertz)
16. He, Mama (Szörényi Levente - Bródy János - Dieter Schneider)
17. Wer sagt (Szörényi Levente - Bródy János - Gisela Steineckert)

## Külső hivatkozások
- Egyes dalok szövegei (német nyelven)